# Marksewo
Marksewo (do 1983 roku Marksoby, niem. Marxöwen, 1938–1945 Markshöfen) – wieś w Polsce położona w województwie warmińsko-mazurskim, w powiecie szczycieńskim, w gminie Szczytno. W latach 1975–1998 miejscowość administracyjnie należała do województwa olsztyńskiego.

## Nazwa
Oficjalnie dawniej miejscowość nazywała się Marksoby, obecnie oficjalna nazwa to Marksewo (obowiązująca od 1 kwietnia 1983 roku), jednak obie nazwy do dziś są używane zamiennie. Nawet w nowo wydawanych mapach i publikacjach można spotkać dawną nazwę. Obok miejscowości znajduje się jezioro o oficjalnej nazwie Marksoby, które także dawniej nazywało się Marksewo – nazwa ta dalej spotykana jest na niektórych mapach.

## Charakterystyka
Marksewo jest typową polską wsią – domy położone są prawie wyłącznie wzdłuż szosy 58, między Starymi Kiejkutami, a Babiętami. Dawniej w Marksewie oprócz zabudowań mieszkalnych był wyłącznie sklep spożywczy, obecnie sytuacja uległa zmianie. W związku z ciągłym rozwojem rekreacyjnym okolicznych terenów Marksewo zaczęło otwierać się na turystów. Obecnie we wsi i w jej okolicach znajdują się m.in. dwa sklepy, bar i punkt wymiany turystycznych butli gazowych. We wsi zachowały się budownictwo drewniane i murowane z końca XIX w.

## Turystyka
W okolicy Marksewa znajduje się łącznie kilkaset domków letniskowych, zlokalizowanych głównie w okolicy jeziora Marksoby. W 2001 r. powstał tu też ośrodek wypoczynkowy Warszawskich Zakładów Farmaceutycznych "Polfa" SA. Większość domów letniskowych wybudowano dopiero w III Rzeczypospolitej, kiedy to okoliczni rolnicy sprzedali dużą część swoich pól i na terenach tych zezwolono na budowę. Duża część działek jest własnością osób mieszkających poza okolicami Szczytna, wśród nich najwięcej jest mieszkańców Warszawy. Za to większość domów, których właścicielami są okoliczni mieszkańcy, wynajmowana jest obcokrajowcom (głównie Niemcom) lub Polakom (głównie z Warszawy).

## Historia
Wieś lokowana w 1548 r. na prawie chełmińskim. W 1876 r. do wsi Stare Marksoby przyłączono niewielka osadę – Nowe Marksoby. Murowana szkołę zbudowano pod koniec XIX w.